# Пеньковський Лев Минович
Пеньковський Лев Минович (псевдонім - Ирский); (31 січня [12 лютого] 1894, Кременчук, нині Полтавська область - 26 липня 1971, Москва) - поет, перекладач.

## Біографія
Народився в єврейській родині у Кременчуці. Закінчив кременчуцьке реальне училище. 1914–17 рр. жив у Катеринославі (нині Дніпро), на початку 1920-х рр. - у Києві, 1922 р. переїхав до Москви. 

## Літературна творчість
Належав до модерністської течії російської поезії - акмеїзму. Перші вірші почав друкувати у кременчуцьких газетах у шкільному віці (близько 1911 року). 1918 року у Харкові вийшла його єдина поетична збірка «В саду души».  Кілька поезій опублікував у петроградському журналі «Родина», серед них і вірш «Мы только знакомы, как странно...» (1924), що став популярним романсом (музика Бориса Прозоровського)  . 
З 1930-х рр. перекладав російською мовою епоси народів Середньої Азії, твори радянських поетів Грузії, Вірменії, Узбекистану, західно-європейських поетів. Його переклади публікувалися у численних газетах, журналах, збірниках та антологіях.
1939 року до ювілейних видань творів Т. Шевченка адаптував російською мовою його поему «Мар’яна-черниця» та вірші «То так і я тепер пишу», «Буває, в неволі іноді згадаю», «Подражаніє Едуарду Сові», «Подражаніє 11 псалму» (опубліковані в російському перекладі у 5-томному зібранні творів Т. Г. Шевченка 1948–49 рр.). Також вірші Т. Г. Шевченка «То так і я тепер пишу» та «Буває, в неволі іноді згадаю» у перекладі Пеньковського включені до московському видання 1972 року .  
Наприкінці життя звернувся до творчості єврейського поета та філософа середньовічної Іспанії Ієгуди Галеві. Переклад його поезій російською мовою завершив 1968 року, опублікований 1978 року в Ізраїлі у збірці «Сердце мое на Востоке».
Похований на Донському цвинтарі (уч. 1), родинне поховання .

## Нагороди
- Орден «Знак Пошани» (31 січня 1939) [8] .